# Will Clark

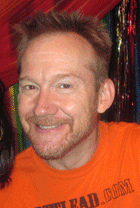
Will Clark 2010

Will Clark (* 9. März 1968 in Wasau, Wisconsin) ist ein US-amerikanischer Pornodarsteller und AIDS-Aktivist. Er gehört der Grabby Awards Hall of Fame an.

## Leben
Vor seiner Karriere als Pornodarsteller versuchte er sich als Schauspieler in New York City. Nach eigener Aussage fand er als junger rothaariger Mann keine Anstellung und so begann er als Go-go-Tänzer uin Clubs wie The Limelight, dem Tunnel und dem Palladium. Außerdem arbeitete er als Eskort, eine Arbeit, die ihm sehr zusagte.
Ein Musikpromoter schlug ihm vor, es bei Falcon Studios als Pornodarsteller zu versuchen, doch er wurde zunächst abgelehnt. Stattdessen versuchte er es bei Steven Scarborough und drehte für ihn seinen ersten Film Dr. Goodglove für das Studio Hot House Video. Anschließend trat er in mehr als 50 Schwulenpornos auf. Seine Karriere im Pornofilm dauerte etwas mehr als 10 Jahre.
Neben seiner Arbeit als Darsteller machte er sich auch als AIDS-Aktivist einen Namen. So rief er die Bad Boys Pool Parties in Leben, über die er mehr als eine halbe Million an Spendengelder für Aids-Organisationen akquirierte. Anschließend schuf er Porno-Bingo mit bekannten Pornostars, die für die Spieler strippen oder Kleidung versteigern. Hier konnte er pro Veranstaltung zwischen  500 und 1500 US-Dollar, insgesamt um die 80.000 Dollar spenden. Mit seinen unterschiedlichen Auktionen erwarb er Spendengelder für Visual AIDS, the AIDS Service-Center NYC, Broadway Cares, Safer+Saner, Body Positive, Poz Pedalers, Strength in Numbers und Aid for AIDS sowie eine Reihe regionaler Initiativen. Dadurch erwarb er sich den Respekt der schwulen Pornoindustrie, innerhalb der er für Safer Sex wirbt.

## Preise
- 1997 Men in Video Awards – Best Bushwhacker[9]
- 1998 Grabby Award (zusammen mit Cole Tucker) – Performer of the Year[10]
- 1998 GayVN Award – Performer Special Achievement Award for AIDS Causes
- 1998 Gay Erotic Video Award – Leo Ford Humanitarian Award
- 1998 Men in Video Awards – Best Bushwhacker[9]
- 2002 Grabby Awards Hall of Fame